# Partida de Guindàvols
Guindàvols és una partida de l'Horta de Lleida, de Lleida.
Partida històrica de la ciutat, avui es troba totalment engolida pel barri de Vila Montcada - Ciutat Jardí, de Lleida.
Limita amb les següents partides i barris de Lleida:
- Al nord amb la partida de Bovà i la partida de Boixadors.
- Al nord-est amb la partida de Balàfia.
- A l'est amb el barri de Balàfia.
- Al sud amb el barri de Vila Montcada - Ciutat Jardí.
- A l'oest amb la partida de Vallcalent i la partida de Fontanet lo Curt.